# 문형진
문형진(文亨進, 1979년 9월 26일 ~ )은 한국계 미국인 종교인이다. 세계평화통일가정연합 창시자 문선명 총재와 세계평화통일가정연합 현 2대 총재 한학자 총재의 7남(실제로는 10남)이며 형제들 중 유일하게 목회자의 길을 걸어 2008년 세계평화통일가정연합의 세계회장이 되었다. 문효진, 문흥진, 문현진, 문국진의  동생이다.
그러나 2015년 세계평화통일가정연합 내부에서 권력 다툼으로 지도자의 지위를 잃자 자신이 정통 2대 교주이고 세계평화통일가정연합의 로고와 이름을 그대로 베껴서 만든 세계평화통일가정연합을 자처하는 세계평화통일성전(생츄어리)이라는 일명 생츄어리라는 사이비종교단체를 미국에 열었다. 부인 이연아 슬하의 자녀는 문신팔·문신만·문신궁·문신준·문신득이다.
문형진이 세계평화통일가정연합에서 이탈한 후 설립한 세계평화통일성전(생츄어리)에서는 교리로서 마귀 사탄을 대적하기 위해서 총기로 무장해야 한다고 하며 신도 전원이 총을 휴대하는 것은 물론 실제로 군사훈련도 한다.
어머니 한학자와 마찰을 일으키자 아버지 문선명과 한학자를 이혼시킨 후 아버지를 자신을 따라 세계평화통일성전을 건립한 인물이자 세계평화통일가정연합 역사상 첫 전도사인 강현실과 강제 영혼재혼시켰다.
키가 190cm에 달할 정도로 체격이 매우 크다.

## 약력
- 1979년 뉴욕 출생
- 하버드대 철학과, 하버드 신학대학원 비교종교학 전공
- 2008년 서울 용산구 청파동 교회 당회장, 통일교 세계회장 취임
- 2015년 통일교 내부 권력 다툼으로 교권 박탈, 2015년 미국 펜실베이니아주 뉴파운드랜드에서 세계평화통일성전 (생츄어리) 설립

## 가족
41살에 이미 손주를 얻어 할아버지이다.
- 배우자: 이연아

- 장남: 문신팔(1998년~)

- 며느리: 오노 모토에(문소영으로 개명)

- 손자: 문승남(2020년~)
- 손녀: 문혜은(2022년~)

- 차남: 문신만(2000년~)

- 며느리: 진동희(문동희로 개명)

- 손자: 문효남(2021년~)
- 손녀: 문청은(2022년~)

- 장녀: 문신궁(2002년~)

- 사위: 김홍직

- 손녀: 김희은(2022년~)
- 손자: 김정남(2023년~)

- 3남: 문신준(2004년~)

- 며느리: 사카이 지우(한국명 김정은, 문정은으로 개명)

- 4남: 문신득(2006년~)

## 논란

### 총기 합동결혼식 논란
미국 펜실베이니아주 뉴파운드랜드의 ‘세계평화통일성전 (생츄어리 교회)'에서 열린 합동결혼식이 논란을 일으키고 있다. 뉴욕에서 서쪽으로 2시간 정도 거리에 있는 이 교회에서 열린 결혼식에 참석한 신도 600여 명이 각각 한 손에 총을 들고 등장했기 때문이다. 생츄어리 교회는 총기 합동결혼식 참석자들에게 ‘AR-15’ 반자동 소총을 가져오라고 통보했다. 교회는 이 총기(AR-15)가 성경 속 ‘쇠막대(rod of iron)’를 상징한다고 믿고 있다. AR-15는 17명의 목숨을 앗아간 플로리다 고교 총기 참사에서 사용된 총기다. 참석자들은 문형진 목사의 주례로 왕관을 쓰고, AR-15 반자동 소총을 한쪽 팔에 낀 채 혼인 서약을 했다. 일부는 총알로 왕관을 장식하기도 했다. 여성들은 일제히 하얀 드레스를 입었고, 남성들은 검은색 정장에 빨간색 넥타이를 맸다. 이는 종교적 믿음에서 비롯된 것이다. 생츄어리 처치 지도자인 문형진씨는 총기가 "가족과 커뮤니티, 천일국(이상세계)을 보호하겠다는 의지와 능력을 상징한다"고 주장하고 있다.

### 코로나19 감염 논란
미국 펜실베이니아주 뉴파운드랜드에 소재한 세계평화통일가정연합 분파인 <세계평화통일성전>(생츄어리) 담임인 문형진을 비롯하여 가족 및 신도들까지 집단으로 ‘코로나19’에 감염됐다. 신도들과 함께 ‘평화군’ 자처하며 권총 차고 도심 활보하며, 트럼프 대선(大選)운동, 대선 패배 불복집회 등 시위에 지속적으로 참여해왔다. 지난 11월 11일, 일주일 만에 나타난 문형진은 콜록콜록 기침하며 연신 물을 마시며 설교를 하였다. 그는 “11월 3일부터 미각을 잃어서 맛을 느끼지 못했다. 4~5일 동안은 입맛이 쓰기도 했다가 짜기도 했다가 그러더니 일주일 정도 지나니 미각이 다시 돌아왔다. 하지만 이내 몸살, 열, 두통, 근육통이 이어졌다. 이 또한 지나고 이제는 기침이 마지막 단계로 회복 중”이라고 하였다. “지금 아픈 분들이 많이 계시다. 빨리 건강 회복돼서 11월 15일 토요일 워싱턴 D.C.에서 있을 (트럼프 대선 불복) 집회에 참석해야 한다.” 문형진은 이후 11월 14일, ‘참자녀의 날’이라는 세계평화통일가정연합 행사를 치렀고, 15일 워싱턴 D.C.에서 있었던 트럼프 지지자들의 집회에도 참여하였다. 모두 마스크를 쓰지 않고 활동하였다.

### 미국 의사당 점거 및 폭력사태 관련 논란
2021년 1월 6일 미국에서 트럼프 대통령 지지 시위대에 의해 발생했던 사상초유의 연방의회 의사당 점거 및 폭력사태에 대해 문형진도 책임이 있다는 주장이 제기되었다.